# 日月山

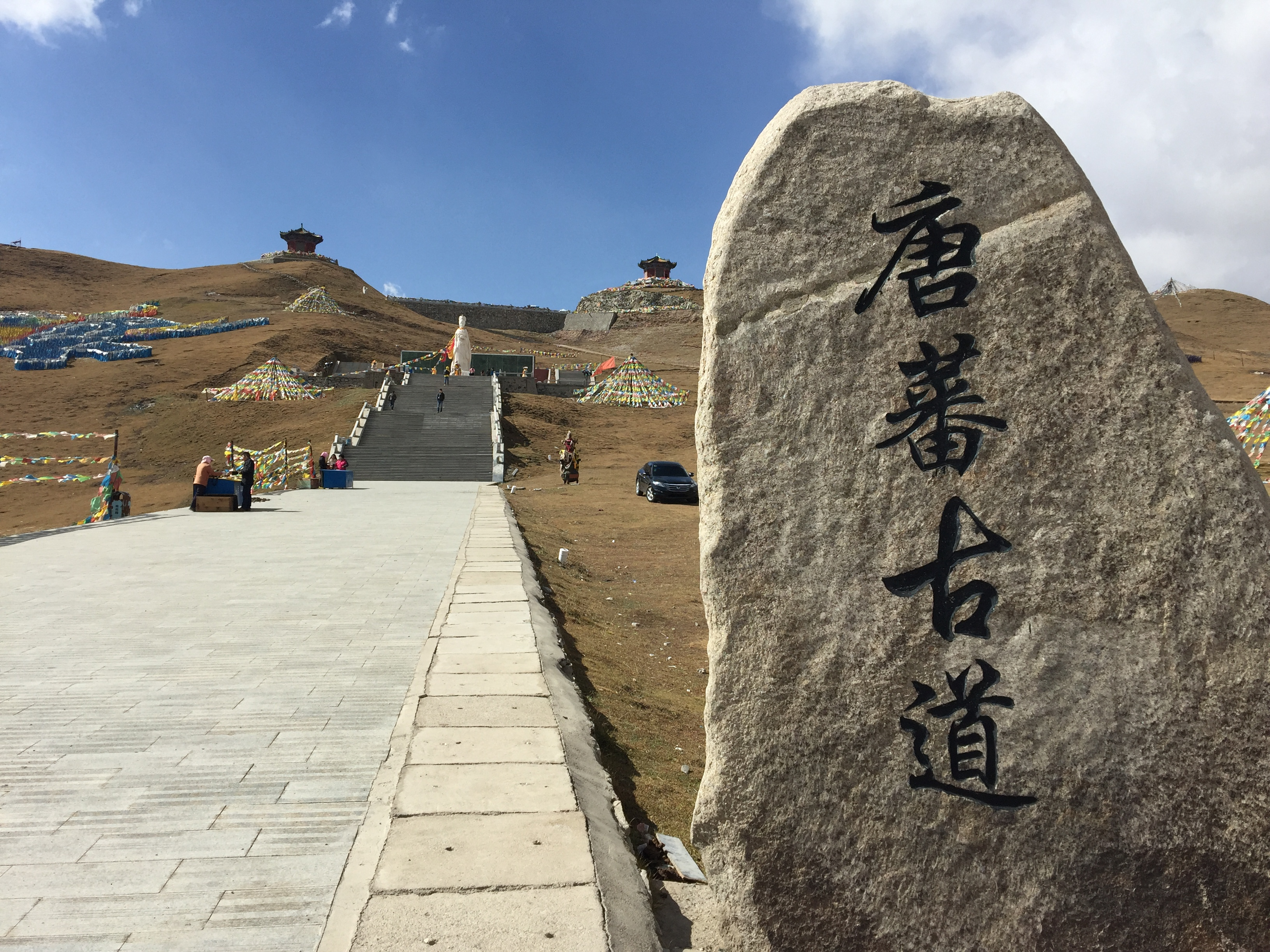
日月山唐蕃古道，遠處的是文成公主的雕像。

日月山（藏語：ཉི་མ་ཟླ་བ་ལ，威利转写：nyi ma zla wa la），古称赤嶺，位于中国青海省東部湟源县西南40公里的日月藏族鄉，属祁连山脉，为湟源县、共和县的交界处，且是青海省内流水系（倒淌河及青海湖）与外流水系（黄河及支流湟水）分水岭，以及农、牧区的天然分界线。  此山口海拔3,399米（11,152英尺），將青海湖內陸盆地與黃河支流湟水河流域分開。倒淌河從山口向西流入青海湖。 此山口將青海省分為西部的游牧區和東部的農業區。
目前，中國214国道穿過該山口，沿著古代貿易路線進入藏区。
日月山作為中国青海省一個重要的地理節點，它是中國季風區和非季風區的分界線，又是青海省農業區和牧業區的分界線，還是歷史上絲綢之路南路、唐蕃古道 、羌中道等道路的必經之地和多民族聚居的重要場所。
822年（唐朝長慶2年、吐蕃彝泰8年）締結的唐朝吐蕃和平条约中，在此地區劃定了兩國边界，在兩國首都（長安、拉薩）並在該地區設立了一塊刻有條約文本的石碑唐蕃会盟碑。

## 名稱由來
唐代以前的日月山不叫日月山，叫做赤岭，远看如喷火，近看如染血，因远望高山“土石皆赤，赤地无毛”而得名。这座海拔仅3200米的小山，在群山巍峨的青藏高原上，因其太小而不值一提。她在群山环绕中透出一个隘口，让牧區民族便利地穿越青藏高原，成为中原通向西南地区和西域等地的重要隘口，成为历史上有名的“交马赤岭”，中原和吐蕃封建王国的使者必须在此换乘对方的马方可踏入异域土地。

## 傳說
尼瑪達瓦拉山口（The Nyima Dawa La pass）因其與唐朝漢族文成公主的聯繫而聞名，是文成公主進藏和親的途經之地，當時她正在與吐蕃國王松贊乾布結婚的前往吐蕃路途上。 據說她曾在這裡照過一面帶有日月圖案設計的魔鏡“日月宝镜”，這面日月宝镜本來是要向她展示她在首都長安的家人。 她只看到了自己的倒影，絕望地把鏡子砸碎了。 倒淌河從東向西流淌，在這一地區是罕見的，據說它的發源地是公主思乡的眼淚。 每年農曆六月初六左右，這裡都會舉辦传统花儿会歌會。 在山口上新建了兩座小型混凝土寺廟，現代壁畫展示了皇室夫婦和游牧生活場景。

## 引用
- Dorje, Gyurme. (1999). Footprint Tibet Handbook with Bhutan. (2nd Ed.) Footprint Handbooks, Bath, England. ISBN 0-8442-2190-2.

36°33′50″N 100°59′35″E / 36.56389°N 100.99306°E